# جایزه بزرگ اشتیریا ۲۰۲۱
جایزه بزرگ اشتیریا ۲۰۲۱ یک مسابقه اتومبیل‌رانی فرمول یک است که قرار است به عنوان هشتمین دور از مسابقات قهرمانی فرمول یک ۲۰۲۱، در تاریخ ۲۷ ژوئن ۲۰۲۱ در پیست رد بول در اسپیلبرگ اتریش برگزار شود. این مسابقه پس از لغو چند مسابقه به دلیل همه گیری کووید-۱۹ به تقویم مسابقات اضافه شد.

## تمرین
اولین جلسه تمرینی بدون هیچ حادثه‌ای سپری شد و ماکس فرستاپن از تیم ردبول سریع‌ترین دور را ثبت کرد. پیر گاسلی از آلفاتاوری و راننده مرسدس، لوئیس همیلتون زمان‌های دوم و سوم را ثبت کردند.
فرستاپن سریع‌ترین زمان را در جلسه دوم تمرین ثبت کرد. دنیل ریکاردو دومین زمان را برای مک‌لارن و استابان اوکون از آلپاین، سومین زمان را ثبت کرد پس از آن که زمان سریع همیلتون به دلیل خروج از محدودیت مسیر(ترک لیمیت) ثبت نشد.
والتری بوتاس پس از ورود به پیت لین کنترل ماشین را از دست داد که باعث چرخش ماشین شد. وی به دلیل این حرکت جریمه شد.
همیلتون سریع‌ترین راننده در سومین جلسه تمرین بود. پس از او فرستاپن دوم و بوتاس سوم شدند. بوتاس در حالی که از گاراژ خود خارج می‌شد تقریباً در خروجی پیت لین با پیر گاسلی برخورد کرد و بوتاس مجبور شد تا برای جلوگیری از برخورد و آسیب دیدن ماشین، چرخ جلو و راست خود را قفل کند.

## تعیین خط
| جایگاه              | راننده            | شماره | تیم                | زمان‌ها   | زمان‌ها   | زمان‌ها   |
| جایگاه              | راننده            | شماره | تیم                | Q1       | Q2       | Q3       |
| ------------------- | ----------------- | ----- | ------------------ | -------- | -------- | -------- |
| ۱                   | ماکس فرستاپن      | ۳۳    | ردبول ریسینگ-هوندا | ۱:۰۴٫۴۸۹ | ۱:۰۴٫۴۳۳ | ۱:۰۳٫۸۴۱ |
| ۲۱                  | والتری بوتاس      | ۷۷    | مرسدس              | ۱:۰۴٫۵۳۷ | ۱:۰۴٫۴۳۳ | ۱:۰۴٫۰۳۵ |
| ۳                   | لوییس همیلتون     | ۴۴    | مرسدس              | ۱:۰۴٫۶۷۲ | ۱:۰۴٫۵۱۲ | ۱:۰۴٫۰۶۷ |
| ۴                   | لاندو نوریس       | ۴     | مک‌لارن-مرسدس       | ۱:۰۴٫۵۸۴ | ۱:۰۴٫۲۹۸ | ۱:۰۴٫۱۲۰ |
| ۵                   | سرجیو پرز         | ۱۱    | ردبول ریسینگ-هوندا | ۱:۰۴٫۶۳۸ | ۱:۰۴٫۱۹۷ | ۱:۰۴٫۱۶۸ |
| ۶                   | پیر گسلی          | ۱۰    | آلفاتاوری-هوندا    | ۱:۰۴٫۷۶۵ | ۱:۰۴٫۴۲۹ | ۱:۰۴٫۲۳۶ |
| ۷                   | شارل لکلرک        | ۱۶    | فراری              | ۱:۰۴٫۷۴۵ | ۱:۰۴٫۶۴۶ | ۱:۰۴٫۴۷۲ |
| ۸۲                  | یوکی سونودا       | ۲۲    | آلفاتاوری-هوندا    | ۱:۰۴٫۶۰۸ | ۱:۰۴٫۶۳۱ | ۱:۰۴٫۵۱۴ |
| ۹                   | فرناندو آلونسو    | ۱۴    | آلپاین-رنو         | ۱:۰۴٫۹۷۱ | ۱:۰۴٫۵۸۲ | ۱:۰۴٫۵۷۴ |
| ۱۰                  | لانس استرول       | ۱۸    | استون مارتین-مرسدس | ۱:۰۴٫۸۲۱ | ۱:۰۴٫۶۶۳ | ۱:۰۴٫۷۰۸ |
| ۱۱                  | جورج راسل         | ۶۳    | ویلیامز-مرسدس      | ۱:۰۵٫۰۳۳ | ۱:۰۴٫۶۷۱ | —        |
| ۱۲                  | کارلوس ساینز      | ۵۵    | فراری              | ۱:۰۴٫۸۵۹ | ۱:۰۴٫۸۰۰ | —        |
| ۱۳                  | دنیل ریکیاردو     | ۳     | مک‌لارن-مرسدس       | ۱:۰۵٫۱۴۲ | ۱:۰۴٫۸۰۸ | —        |
| ۱۴                  | سباستین فتل       | ۵     | استون مارتین-مرسدس | ۱:۰۵٫۰۵۱ | ۱:۰۴٫۸۷۵ | —        |
| ۱۵                  | آنتونیو جوویناتزی | ۹۹    | آلفارومئو-فراری    | ۱:۰۵٫۰۹۲ | ۱:۰۴٫۹۱۳ | —        |
| ۱۶                  | نیکلاس لطیفی      | ۶     | ویلیامز-مرسدس      | ۱:۰۵٫۱۷۵ | —        | —        |
| ۱۷                  | استابان اوکون     | ۳۱    | آلپاین-رنو         | ۱:۰۵٫۲۱۷ | —        | —        |
| ۱۸                  | کیمی رایکونن      | ۷     | آلفارومئو-فراری    | ۱:۰۵٫۴۲۹ | —        | —        |
| ۱۹                  | میک شوماخر        | ۴۷    | هاس-فراری          | ۱:۰۶٫۰۴۱ | —        | —        |
| ۲۰                  | نیکیتا مازپین     | ۹     | هاس-فراری          | ۱:۰۶٫۱۹۲ | —        | —        |
| زمان ۱۰۷٪: ۱:۰۹٫۰۰۳ |                   |       |                    |          |          |          |
| منابع:              |                   |       |                    |          |          |          |

## مسابقه
| جایگاه                                                  | شماره | راننده            | سازنده             | دور | زمان        | امتیاز |
| ------------------------------------------------------- | ----- | ----------------- | ------------------ | --- | ----------- | ------ |
| ۱                                                       | ۳۳    | ماکس فرستاپن      | ردبول ریسینگ-هوندا | ۷۱  | ۱:۲۲:۱۸٫۹۲۵ | ۲۵     |
| ۲                                                       | ۴۴    | لوییس همیلتون     | مرسدس              | ۷۱  | ۳۵٫۷۴۳+     | ۱۹     |
| ۳                                                       | ۷۷    | والتری بوتاس      | مرسدس              | ۷۱  | ۴۶٫۹۰۷+     | ۱۵     |
| ۴                                                       | ۱۱    | سرجیو پرز         | ردبول ریسینگ-هوندا | ۷۱  | ۴۷٫۴۳۴+     | ۱۲     |
| ۵                                                       | ۴     | لاندو نوریس       | مک‌لارن-مرسدس       | ۷۱  | +۱ دور      | ۱۰     |
| ۶                                                       | ۵۵    | کارلوس ساینز      | فراری              | ۷۱  | +۱ دور      | ۸      |
| ۷                                                       | ۱۶    | شارل لکلرک        | فراری              | ۷۱  | +۱ دور      | ۶      |
| ۸                                                       | ۱۸    | لانس استرول       | استون مارتین-مرسدس | ۷۱  | +۱ دور      | ۴      |
| ۹                                                       | ۱۴    | فرناندو آلونسو    | آلپاین-رنو         | ۷۱  | +۱ دور      | ۲      |
| ۱۰                                                      | ۲۲    | یوکی سونودا       | آلفاتاوری-هوندا    | ۷۱  | +۱ دور      | ۱      |
| ۱۱                                                      | ۷     | کیمی رایکونن      | آلفارومئو-فراری    | ۷۱  | +۱ دور      |        |
| ۱۲                                                      | ۵     | سباستین فتل       | استون مارتین-مرسدس | ۷۱  | +۱ دور      |        |
| ۱۳                                                      | ۳     | دنیل ریکیاردو     | مک‌لارن-مرسدس       | ۷۱  | +۱ دور      |        |
| ۱۴                                                      | ۳۱    | استابان اوکون     | آلپاین-رنو         | ۷۱  | +۱ دور      |        |
| ۱۵                                                      | ۹۹    | آنتونیو جوویناتزی | آلفارومئو-فراری    | ۷۱  | +۱ دور      |        |
| ۱۶                                                      | ۴۷    | میک شوماخر        | هاس-فراری          | ۷۱  | +۲ دور      |        |
| ۱۷                                                      | ۶     | نیکلاس لطیفی      | ویلیامز-مرسدس      | ۷۱  | +۳ دور      |        |
| ۱۸                                                      | ۹     | نیکیتا مازپین     | هاس-فراری          | ۷۱  | +۳ دور      |        |
| ب.                                                      | ۶۳    | جورج راسل         | ویلیامز-مرسدس      | ۷۱  |             |        |
| ب.                                                      | ۱۰    | پیر گسلی          | آلفاتاوری-هوندا    | ۷۱  |             |        |
| سریع‌ترین دور: لوییس همیلتون (مرسدس) - ۱:۰۷٫۰۵۸ (دور ۷۱) |       |                   |                    |     |             |        |

## رده‌بندی قهرمانی پس از مسابقه
جدول رده‌بندی قهرمانی رانندگان
| ت. ج | جایگاه | راننده        | امتیازات |
| ---- | ------ | ------------- | -------- |
|      | ۱      | ماکس فرستاپن  | ۱۵۶      |
|      | ۲      | لوئیس همیلتون | ۱۳۸      |
|      | ۳      | سرجیو پرز     | ۹۶       |
|      | ۴      | لاندو نوریس   | ۸۶       |
|      | ۵      | والتری بوتاس  | ۷۴       |

جدول رده‌بندی قهرمانی سازندگان
| ت. ج | جایگاه | سازنده             | امتیازات |
| ---- | ------ | ------------------ | -------- |
|      | ۱      | ردبول ریسینگ-هوندا | ۲۵۲      |
|      | ۲      | مرسدس              | ۲۱۵      |
|      | ۳      | مک‌لارن-مرسدس       | ۱۲۰      |
|      | ۴      | فراری              | ۱۰۸      |
|      | ۵      | آلفاتاوری-هوندا    | ۴۶       |